# Sira Jallow
Sira Jallow (auch Serray Jallow; geboren 2004) ist eine gambische Schachspielerin.

## Leben und Karriere
Sira Jallow erlernte das Schachspielen von ihrem Vater Ebrima Jallow und ihrem Bruder. Mit sechs Jahren beherrschte sie das Spiel und gewann ab dem Alter von zehn Jahren bereits lokale Schachturniere.
Mit 14 Jahren trat sie für Gambias Frauenauswahl bei der Schacholympiade 2018 an und konnte zwei Partien gewinnen. Sie besuchte um 2019 die Bakoteh Upper Basic School.
Im Jahre 2019 gewann sie die gambische Schachmeisterschaft der Frauen.
An der Online-Schacholympiade 2020 nahm sie mit dem gambischen Team teil, schied aber in der ersten Runde aus.